# František Gregor (lední hokejista)
František Gregor (8. prosince 1938 Bratislava – 10. března 2013) byl československý hokejový obránce.
Během své hráčské kariéry působil především ve Slovanu Bratislava (v letech 1955–1957 a 1959–1970). Na vojně hrál za Duklu Jihlava (1957–1959) a na sklonku své kariéry hrál také za Košice (1970–1972). V nejvyšší soutěži odehrál celkem 480 zápasů, během kterých vstřelil 77 gólů.
Za československou reprezentaci hrál v letech 1961–1965, přičemž jeho největším úspěchem je zisk bronzové medaile na ZOH 1964. Dále pomohl vybojovat stříbro na MS 1961 a bronz na MS 1963. V národním týmu odehrál 47 zápasů a vstřelil sedm gólů.